# Поликарпов Д-2
Поликарпов Д-2, ДИ-2 или Поликарпов И-3 (енгл. Polikarpov I-2) је двоседи совјетски двоседи ловац који је производила фирма Поликарпов. Први лет авиона је извршен 1929. године. 

Практична највећа висина током лета је износила 6300 метара а брзина успињања 455 метара у минути. Распон крила авиона је био 11,80 метара, а дужина трупа 8,20 метара. Празан авион је имао масу од 1557 килограма. Нормална полетна маса износила је око 2122 килограма. Био је наоружан са два синхронизована 7,62-мм митраљеза ПВ-1 и два код стрелца.

## Наоружање
| Наоружање авиона: Поликарпов   |             |
| Ватрено (стрељачко) наоружање  |             |
| Топ                            |             |
| Митраљез                       |             |
| Број и ознака митраљеза        | 2 + 2, ПВ-1 |
| Калибар                        | 7,62        |
| Бомбардерско наоружање (бомбе) |             |
| Ракетно наоружање (ракете)     |             |